# Bikar karla 2020
La Bikar karla 2020, nota anche come Borgunarbikar per motivi di sponsorizzazione, è stata la 61ª edizione del torneo. È iniziata il 5 giugno 2020 con le prime partite dei turni di eliminazione ed è terminata in anticipo il 30 ottobre, senza alcun vincitore, a causa dell'emergenza legata alla pandemia di COVID-19. Il Víkingur era la squadra campione in carica.

## Primo turno
| Squadra 1       | Risultato       | Squadra 2        |
| --------------- | --------------- | ---------------- |
| 5 giugno 2020   |                 |                  |
| ÍR Reykjavík    | 3 - 1           | KÁ Ásvellir      |
| Selfoss         | 5 - 0           | Snæfell          |
| Smári           | 0 - 4           | Njarðvík         |
| 6 giugno 2020   |                 |                  |
| Haukar          | 3 - 1           | Elliði           |
| Hvíti riddarinn | 2 - 1           | KFS              |
| KV              | 0 - 3 (dts)     | Kári             |
| Vængir Júpíters | 3 - 1           | KH Reykjavík     |
| Álftanes        | 0 - 4           | Fram Reykjavík   |
| Dalvík/Reynir   | 1 - 2           | KF Fjallabyggðar |
| Höttur / Huginn | 2 - 1 (dts)     | Sindri Hofn      |
| Hörður Í.       | 1 - 4           | Vestri           |
| Kría            | 2 - 3           | Hamar            |
| Mídas           | 4 - 1           | KM               |
| Skallagrímur    | 0 - 2           | Ýmir             |
| Þróttur Vogum   | 2 - 1           | Ægir             |
| Vatnaliljur     | 0 - 12          | Afturelding      |
| KFG             | 7 - 1           | KB               |
| Þróttur         | 1 - 0           | Alafoss          |
| 7 giugno 2020   |                 |                  |
| Ísbjörninn      | 4 - 5 (dts)     | Björninn         |
| KFB             | 1 - 5           | Víðir Garði      |
| KFR             | 0 - 2           | GG               |
| Samherjar       | 3 - 0           | Nökkvi           |
| SR              | 2 - 0           | IBU              |
| Tindastóll      | 2 - 1           | Kormákur         |
| Stokkseyri      | 3 - 1           | Afríka           |
| Árborg          | 0 - 0 (8-7 dtr) | Augnablik        |
| Léttir          | 1 - 9           | Reynir Sandgerði |
| 8 giugno 2020   |                 |                  |
| ÍH              | 3 - 1           | Berserkir        |

## Secondo turno
| Squadra 1        | Risultato       | Squadra 2         |
| ---------------- | --------------- | ----------------- |
| 12 giugno 2020   |                 |                   |
| Hvíti riddarinn  | 0 - 1           | Selfoss           |
| Keflavík         | 5 - 0           | Björninn          |
| Kórdrengir       | 6 - 0           | Hamar             |
| Leiknir          | 5 - 0           | Kári              |
| Völsungur        | 2 - 2 (4-5 dtr) | Þór               |
| Ýmir             | 1 - 4           | ÍR Reykjavík      |
| Mídas            | 0 - 4           | SR                |
| ÍH               | 3 - 0           | GG                |
| 13 giugno 2020   |                 |                   |
| Haukar           | 1 - 2 (dts)     | Fram Reykjavík    |
| KFG              | 0 - 5           | Afturelding       |
| Leiknir F.       | 3 - 1           | Einherji          |
| Njarðvík         | 1 - 1 (3-4 dtr) | Árborg            |
| Stokkseyri       | 2 - 8           | Reynir Sandgerði  |
| Þróttur          | 3 - 1           | Vestri            |
| Vængir Júpíters  | 2 - 1           | Víðir Garði       |
| Grindavík        | 1 - 5           | ÍBV Vestmannæyja  |
| Þróttur Vogum    | 1 - 2           | Víkingur Ólafsvík |
| Tindastóll       | 2 - 1           | Samherjar         |
| 14 giugno 2020   |                 |                   |
| Höttur / Huginn  | 2 - 1           | KFF Fjarðabyggð   |
| KF Fjallabyggðar | 2 - 2 (6-7 dtr) | Magni             |

## Terzo turno
| Squadra 1         | Risultato       | Squadra 2        |
| ----------------- | --------------- | ---------------- |
| 23 giugno 2020    |                 |                  |
| Fram Reykjavík    | 3 - 1           | ÍR Reykjavík     |
| ÍBV Vestmannæyja  | 7 - 0           | Tindastóll       |
| Afturelding       | 3 - 0           | Árborg           |
| SR                | 0 - 3           | Valur            |
| Vængir Júpíters   | 1 - 8           | KR Reykjavík     |
| Grótta            | 3 - 0           | Höttur / Huginn  |
| 24 giugno 2020    |                 |                  |
| KA Akureyri       | 6 - 0           | Leiknir          |
| Magni             | 1 - 2           | HK Kópavogur     |
| Þór               | 2 - 1 (dts)     | Reynir Sandgerði |
| Fjölnir           | 3 - 2           | Selfoss          |
| Kórdrengir        | 2 - 3 (dts)     | ÍA Akraness      |
| Þróttur           | 1 - 2           | FH Hafnarfjörður |
| ÍH                | 0 - 8           | Fylkir           |
| Stjarnan          | 3 - 0           | Leiknir F.       |
| 25 giugno 2020    |                 |                  |
| Breiðablik        | 3 - 2           | Keflavík         |
| Víkingur Ólafsvík | 1 - 1 (4-5 dtr) | Víkingur         |

## Ottavi di finale
| Squadra 1        | Risultato       | Squadra 2        |
| ---------------- | --------------- | ---------------- |
| 30 luglio 2020   |                 |                  |
| KA Akureyri      | 1 - 3 (dts)     | ÍBV Vestmannæyja |
| FH Hafnarfjörður | 3 - 1           | Þór              |
| Breiðablik       | 3 - 0           | Grótta           |
| Fram Reykjavík   | 1 - 1 (4-3 dtr) | Fylkir           |
| HK Kópavogur     | 6 - 2           | Afturelding      |
| KR Reykjavík     | 2 - 0           | Fjölnir          |
| Víkingur         | 1 - 2           | Stjarnan         |
| 18 agosto 2020   |                 |                  |
| Valur            | 3 - 1           | ÍA Akraness      |

## Quarti di finale
| Squadra 1         | Risultato   | Squadra 2      |
| ----------------- | ----------- | -------------- |
| 25 agosto 2020    |             |                |
| ÍBV Vestmannæyja  | 2 - 1       | Fram Reykjavík |
| 10 settembre 2020 |             |                |
| FH Hafnarfjörður  | 3 - 0       | Stjarnan       |
| Breiðablik        | 2 - 4       | KR Reykjavík   |
| Valur             | 2 - 1 (dts) | HK Kópavogur   |

## Semifinali
| Squadra 1        | Risultato | Squadra 2        |
| ---------------- | --------- | ---------------- |
| Cancellate       |           |                  |
| Valur            | -         | KR Reykjavík     |
| ÍBV Vestmannæyja | -         | FH Hafnarfjörður |